# (33982) 2000 NQ23
2000 NQ23 (asteroide 33982) é um asteroide da cintura principal. Possui uma excentricidade de 0.29160190 e uma inclinação de 16.13173º.
Este asteroide foi descoberto no dia 5 de julho de 2000 por LONEOS em Anderson Mesa.